# Liposthenes glechomae
Liposthenes glechomae är en stekelart som först beskrevs av Carl von Linné 1758.  Liposthenes glechomae ingår i släktet Liposthenes och familjen gallsteklar. Arten är reproducerande i Sverige. Inga underarter finns listade i Catalogue of Life.

## Bildgalleri

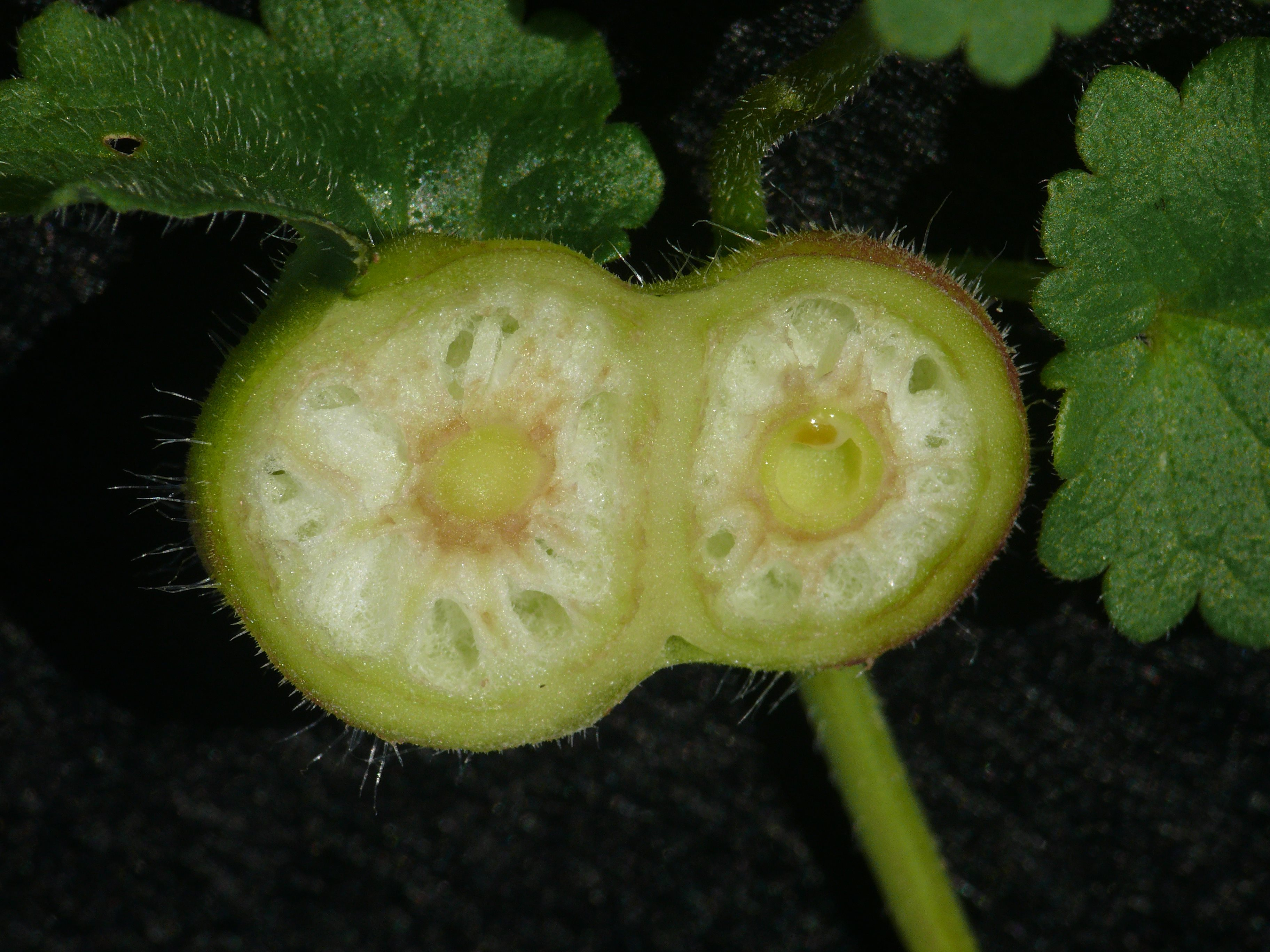